# She Loves You
"She Loves You" là ca khúc được viết bởi John Lennon và Paul McCartney, được The Beatles phát hành dưới dạng đĩa đơn vào năm 1963. Đĩa đơn này đã phá hàng loạt kỷ lục tại các bảng xếp hạng ở Anh, cùng với đó là thiết lập kỷ lục ở Mỹ khi là một trong số 5 ca khúc cùng của The Beatles thống trị 5 vị trí cao nhất ở Billboard Hot 100 vào ngày 4 tháng 4 năm 1964. Đây là đĩa đơn bán chạy nhất tại Anh vào năm 1963.
Năm 2004, tạp chí Rolling Stone xếp "She Loves You" ở vị trí số 64 trong danh sách "500 bài hát vĩ đại nhất". Tới năm 2009, để kết thúc chương trình "Beatles Weekend", đài BBC Radio 2 đã tuyên bố đây chính là đĩa đơn bán chạy nhất tại Anh của The Beatles theo số liệu chính thức được lấy từ The Official Charts Company.

## Thành phần tham gia sản xuất
Theo Ian MacDonald
- John Lennon – hát chính, acoustic guitar.
- Paul McCartney – hát bè, bass.
- George Harrison – hát bè, lead guitar.
- Ringo Starr – trống.
- George Martin – sản xuất.
- Norman Smith – kỹ thuật viên.